# الراوي (مجلة)
الراوي هي مجلة عربية مصرية نُشرت في الإسكندرية، وهي جزء من خديوية مصر، بين عامي 1888 و1890. أصدرت ما مجموعه 21 إصدارًا في مجلدين. كان مؤسس المجلة هو الصحفي والمؤلف اللبناني سليم سركيس (1869-1926). كما نشر العديد من المجلات الأخرى المعروفة بمجلات سركيس. وفقًا لعنوانها الفرعي، ركزت الراوي بشكل خاص على الموضوعات المتعلقة بالمحتوى الأدبي والفكاهي.

## روابط خارجية
- النسخة الإلكترونية: الراوي
- لمزيد من المعلومات: www.translatio.uni-bonn.de
- الإصدارات الرقمية: Arabische، persische und osmanisch-türkischeperiodika